# 细胞毒性T细胞

抗原提呈刺激不同的未成熟的初始T細胞（naïve CD8+ and CD4+ T cells）分别變為成熟的“胞毒 CD8+T細胞”和“輔助CD4+T細胞”。

细胞毒性T细胞（英語：cytotoxic T cell，TC或CTL，简称胞毒T細胞）又称杀手T细胞（killer T cell）、TC细胞、胞殺T細胞、效應T細胞或CD8+ T細胞，屬於T細胞的一種，可以殺死癌細胞、受病毒感染的細胞，以及其他受損細胞。胞毒T细胞属于后天免疫系統的成员，当其杀伤活性开始表现时，属于先天免疫系统的NK细胞活性就会逐步降低。T細胞的一種。 執行清除被感染細胞。 分泌穿孔素使被感染細胞穿孔，導致細胞凋亡。
大多数细胞毒性T细胞会表达T細胞受體（TCR），此受體可以识别特定的抗原，而那些抗原常常是由癌細胞和病毒製造的。胞內抗原會與第一型MHC分子結合，並被帶到細胞表面，以利於T細胞辨識。T細胞一旦透過T細胞受體辨識出特定的抗原，便會摧毀該細胞。
有些T細胞受體中含有一種稱為CD8的醣蛋白，可與MHC1類分子結合，故這些細胞又名CD8+ T細胞。
和第一型MHC分子結合的CD8 T細胞會發育為細胞毒性T細胞，而CD8分子則會持續牢牢地抓著第一型MHC分子，不讓目標細胞離開，以進行細胞毒殺。

## 發育

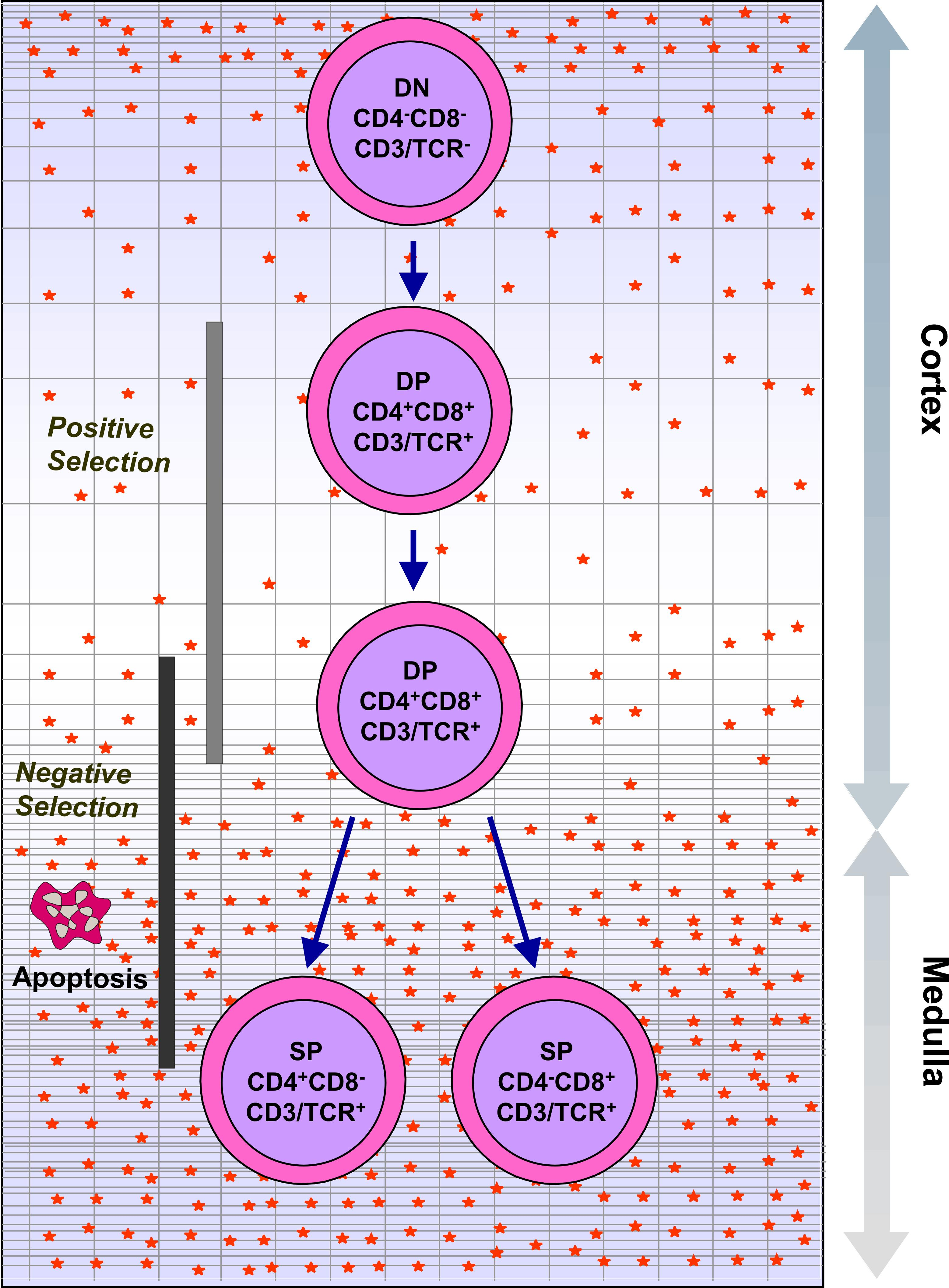
T細胞會在胸腺成熟，成為成熟胸腺細胞。

免疫系統必須有能力辨識數百萬種抗原，但身體內卻只有30,000對基因，所以不可能一個抗原就花費一組基因來辨識。因此，身體內採用的勢必是另一套機制。骨髓中的未成熟白血球DNA會改變，製造出特定的白血球受體，而每一種白血球則可以與不同的抗原結合。但這種方式製造出來的白血球有可能會與身體中的物質結合，如果放任這些白血球四處發生免疫反應，稱為自體免疫疾病，嚴重者可致死。因此，身體將這些未成熟的白血球送到胸腺，將這些會與體內物質結合的白血球摧毀。
T細胞受體（T cell receptor，簡稱TCRs）有兩個部分，分別是α鏈和β鏈（有些有γ鏈和δ鏈）。骨髓中的造血幹細胞會移動到胸腺，並在胸腺進行β鏈的VDJ重組，稱為前T細胞受體。如果重組成功，那麼原先的α鏈TCR DNA就會轉為αβ TCR複合體。這種高變異的重組模式，可以產生數百萬種不同的T細胞，可以辨識出不同的抗原。大部分的T細胞的受體為αβ TCR（αβ T細胞）但有一些表皮中的T細胞含有γδ TCR（γδ T細胞），可以辨識一些非蛋白質性抗原。
T細胞受體穩定的幼年T細胞會同時表現CD4和CD8協同受體，因此被稱為雙陽性T細胞（double-positive T cell，簡稱DP T cell），胸腺中的雙陽性T細胞會接觸到大量的自身抗原，並進行兩種株落選擇：
1. 正向選擇：使對於MHC分子辨識能力太弱的雙陽性T細胞凋亡，因其無法辨識抗原。[1][2]
2. 負向選擇：使會對自身抗原產生免疫反應的雙陽性T細胞凋亡，以免其引起自體免疫疾病。[1][2]

經過這兩道篩檢之後所剩下來的T細胞才會成熟，會轉變為單陽性T細胞（CD4+或CD8+），如果是CD8+，那麼成熟的T細胞就會辨識第一類MHC分子；如果是CD4+，那麼成熟的T細胞就會辨識第二類MHC分子。決定辨識CD8的T細胞就會變成細胞毒性T細胞。

## 活化
除了一些少數細胞和沒有細胞核的細胞（如紅血球），宿主的細胞表面幾乎都會表現第一類MHC分子。當細胞被病毒感染時（或其他胞內病原體），細胞會降解外來蛋白質，並由第一類MHC分子將蛋白質片段表現於細胞表面，以利於CD8+ T細胞辨識，此動作稱為抗原呈現。
細胞毒性T細胞的活化取決於T細胞表面的分子和抗原呈递细胞表面分子之間的交互作用。例如雙訊息模型：
| 訊息     | T細胞        | APC                          | 描述                                                                                          |
| 第一訊息 | TCR          | 第一類MHC分子                | CD8輔助受體和第一類MHC分子之間會引發交互作用以穩定信息分子。                                  |
| 第二訊息 | T細胞上的CD8 | CD80或CD86（又稱B7-1和B7-2） | 由輔助型T細胞釋出，可活化細胞毒性T細胞。CD80和CD86在T細胞活化中扮演著「协同刺激信号」的角色。 |

殺手T細胞的活化大多是靠TCR偵測到抗原所引發，但也有少部分是靠替代路徑。舉例來說，研究顯示細胞毒性T細胞如果被其他CD8 T細胞視為目標，會引起對於後者的耐受作用。
細胞毒性T細胞一旦活化，便會在IL-2的刺激下開始快速增殖。IL-2是一種T細胞的成長和细胞分化因子，使T細胞能夠更有效的清除體內含有抗原的体细胞。

## 作用機制
當細胞毒性T細胞遇到受感染或是不健康的體細胞，細胞毒性T細胞會釋放出細胞毒素，如穿孔素、顆粒酶，以及顆粒溶解素。這些酵素會進入目標細胞的細胞質，並使細胞內的丝氨酸蛋白酶誘發胱天蛋白酶的級聯反應，這個反應會使一連串的胱胺酸蛋白酶活化，引發细胞凋亡。
另外一種誘發細胞凋亡的途徑是藉由細胞表面受體的結合。細胞毒性T細胞表面上有種表面蛋白，叫FAS配體（FasL，又稱Apo1L、CD95L）。這種蛋白會和目標細胞上的Fas受體（Apo1，又稱CD95）結合。Fas與FasL結合後，會引來死亡誘導訊號複合體（death-induced signaling complex，簡稱DISC），Fas關聯死亡區域（Fas-associated death domain，FADD）會隨著DISC移位，引來胱天蛋白酶原8和10，之後胱天蛋白酶會被胱天蛋白酶3、6，和7活化，導致如lamin A、lamin B1、lamin B2、PARP（聚ADP核糖聚合酶），和DNAPK（DNA活化蛋白激酶）等蛋白被水解，導致細胞凋亡。

## 疾病病理學
在B型肝炎病毒（HBV）的感染上，細胞毒性T細胞扮演了一個相當重要的致病原。因為被HBV感染的肝細胞會被細胞毒性T細胞所毒殺，因此造成肝部的嚴重損壞。近期研究顯示，血小板可吸引專門對付病毒的細胞毒性T細胞來到受感染的肝臟。
細胞毒性T細胞也會引發關節炎，因其會攻擊膝關節中的軟骨成分。。

## 外部連結
- （英文）T-cell Group - Cardiff University
- （英文）Malaria (Flash Animation)